# Rozetka (botanika)

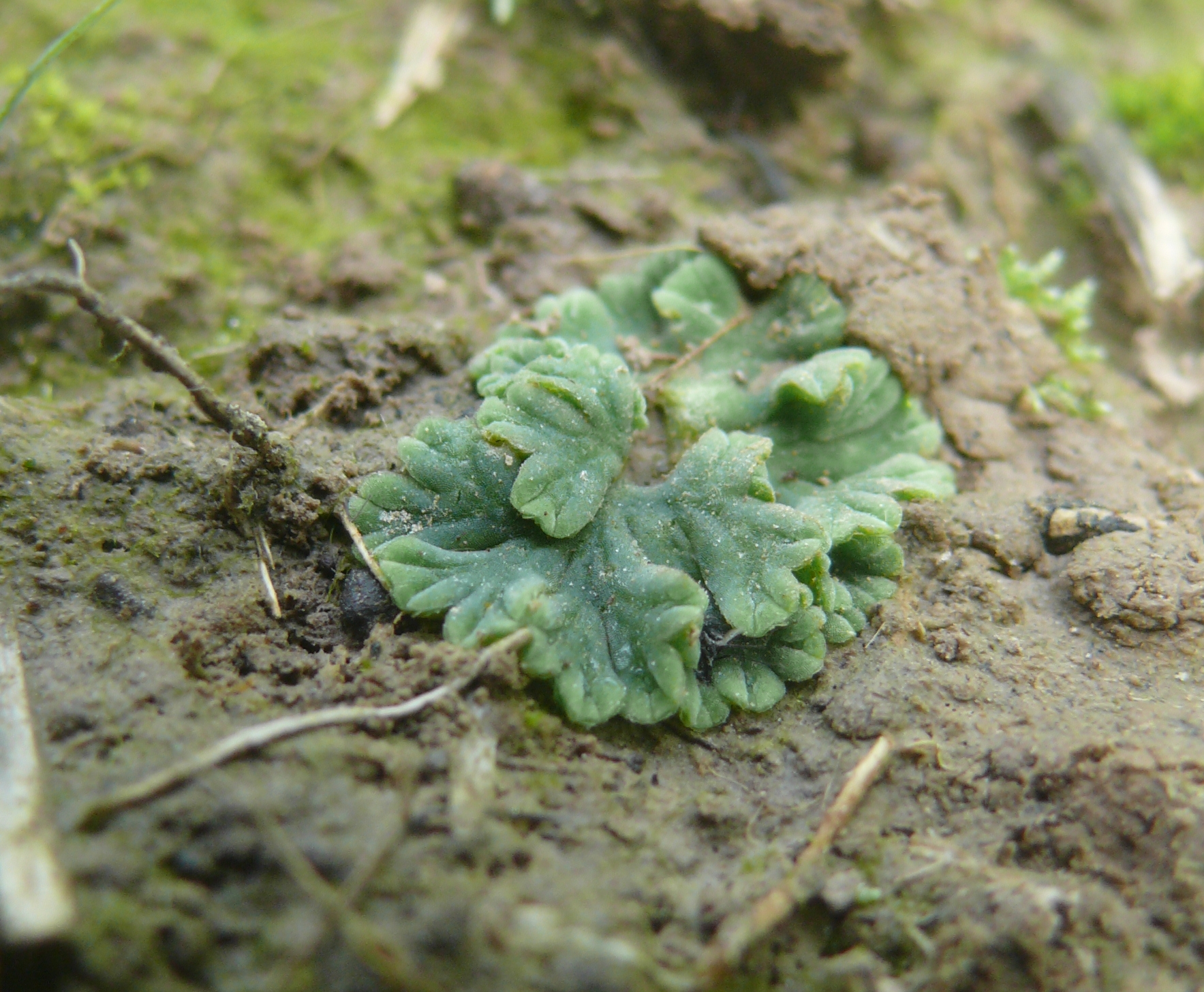
Rozetka wgłębki wąskopłatkowej

Rozetka – koliście skupione plechy niektórych wątrobowców (np. z rodzaju wgłębka Riccia) spotykane w warunkach naturalnych.